# 王育德
王育德（1924年1月30日—1985年9月9日），臺灣作家、語言學家、政治運動者。臺北高校第十六期畢業，東京大學文學博士。曾任明治大學講師、助理教授、教授；埼玉大學講師；東京都立大學講師，被認為是國際台語研究權威。他亦為戰後第一代台灣獨立運動代表性人物之一，為日本台灣青年社及其機關刊物《台灣青年》之創辦者。

## 生平

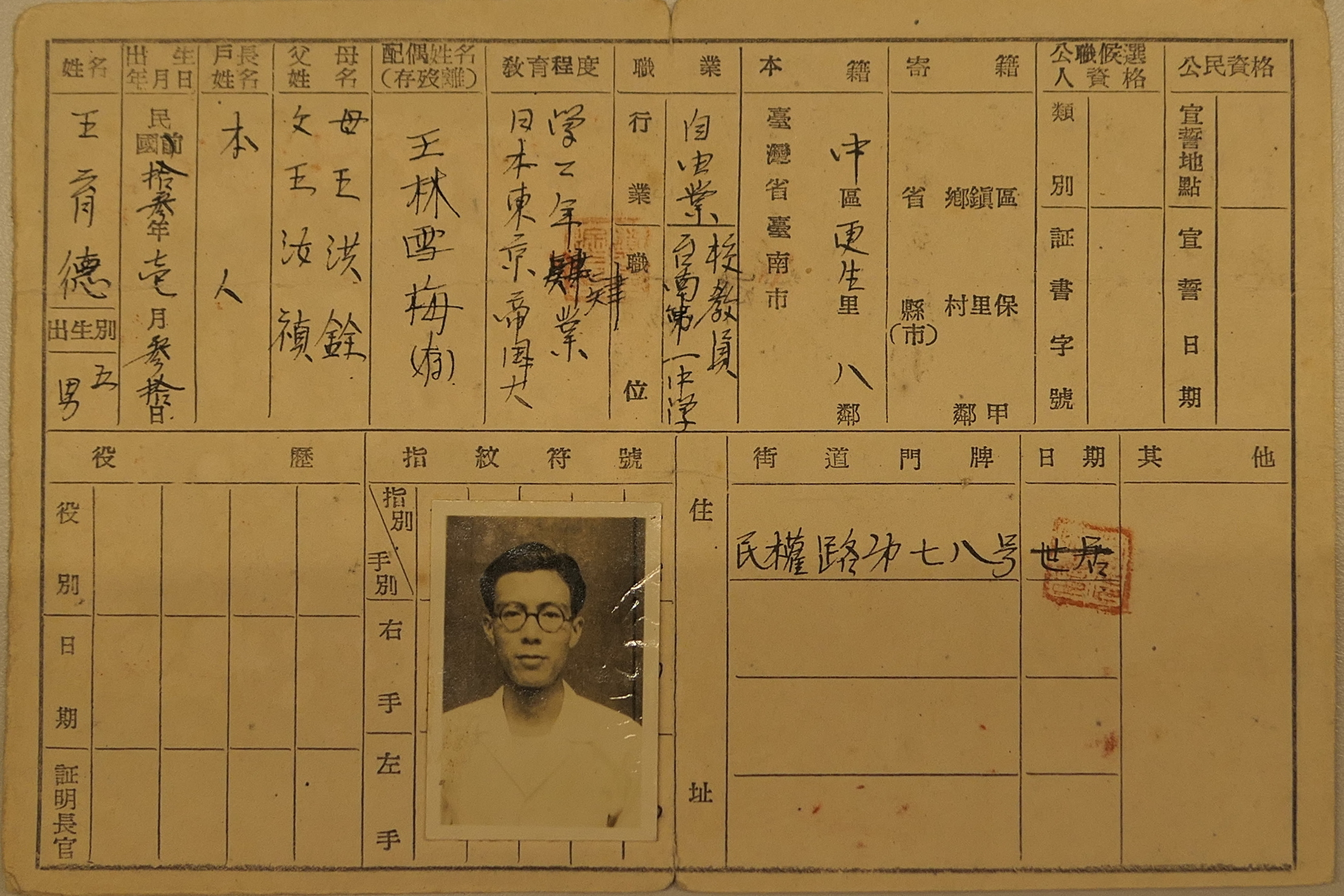
王育德的中華民國身分證

### 家族
王育德於大正十三年（1924年）1月30日出生於臺南州臺南市本町2-65，王育德出身富庶家庭。父親王汝禎（1880-1953）是海陸物產罐頭的批發商，早年曾在雜貨店當學徒。王汝禎13歲時其父去世，留下債務及25歲的後母。15歲時《馬關條約》割臺，王汝禎負起照顧後母及妹妹的責任，在日治時期累積財富，經營金義興商行。昭和十五年（1940年）日本紀元二千六百年慶典上，王汝禎被選為臺灣民間人士代表。:17第一次世界大戰期間，由於景氣好，王汝禎的生意急速發展。王汝禎曾於東門町大人廟借店鋪、或買下高砂町員外境「和源」的舊店鋪，但都馬上不夠用。大正七年（1918年）在本町草花街（現民權路）蓋了兩百多坪的住宅，包括王育德在內多名子女都住在這。:30
王汝禎22歲時與元配洪銓結婚，然而元配不能生育。最後王汝禎娶妾毛新春，即王育霖與王育德的生母。然而毛新春婚後首先生下的女兒王錦香，隨後王汝禎再納蘇揚為妾。王育德雖為毛新春所生，然而必須叫洪銓為「阿母」（a-bú），生母只能叫她「阿江」（a-e），「阿江」是種暱稱，王育德也不清楚出處。據王育德回憶，「阿江」是在「阿母」與另位小妾「阿揚」（a-iâng）的聯手下，飽受欺凌。在昭和九年（1934年）病逝，當時王育德才十歲。:11

### 早年生平
由於王汝禎仍充滿清朝時代的觀念，王汝禎雖然對子女接受日式教育表示理解，但他認為只有孔孟之教才是真正的學問。因此王育德從五六歲就被強迫學習漢文，當時用臺語學漢文。有時到私塾受教。:17王育德曾受教於趙雲石教漢文。昭和五年（1930年）4月，王育德進入末廣町的末廣公學校（今臺南市中西區進學國民小學）。當時臺南市有兩所小學校及五所公學校。二年級升三年級時，王育德曾轉考南門小學校未果。:95-96
公學校時，發生九一八事變、上海事變，學校也灌輸「日本是正義之國、支那是不義之國；日本軍強大、支那軍弱小」的觀念，當時小孩子與朋友對罵時，脫口而出的便是「蔣介石、宋美齡、傳染病、傷寒、霍亂、死了沒關係」。有次王育德回家時仍一個人喃喃念著，被愛戲弄人的掌櫃阿郭聽到，就打岔說「蔣介石很了不起喔，死了可不行。」引起王育德生氣，差一點出拳揍他。直到看到上海攻防戰中，中國軍隊的英勇抵抗，才恍然大悟阿郭的話。這時轉換過來的價值觀持續到1945年，之後又重回以前的「蔣介石、宋美齡、傳染病、傷寒、霍亂、死了沒關係」，不過這一次的轉換已經是真心的。:119
小學畢業後，王育德將升學目標設定在王育霖考取的臺北高等學校，然而在國語（日語）科失敗。:123-124昭和十一年（1936年），王育德考入第二志願的臺南州立臺南第一中學（今臺南二中），以近乎滿分考上。:125同學中包括葉盛吉。
在學校裡，王育德曾受到內地人（日本人）的針對與欺負。尤其在1937年「支那事變」（即盧溝橋事變）後，日本皇軍連戰連勝的氣勢感染到了內地人態度。:133當時學生必須撰寫「支那事變日誌」，每星期交給學年主任檢閱。一提及南京陷落，就得稱譽皇軍勇猛；一談到蔣介石逃到重慶，就得嘲笑支那軟弱；一知道開始徵用臺籍軍伕，就不得不寫：這是臺灣人的神聖義務。有時王育德試著寫出真正的心情，就被用紅筆寫不夠深入。:142
昭和十五年（1940年）4月，在臺南一中四年修了後。王育德通過臺北高等學校文科甲組考試，進入臺北高等學校。同班40人中有7名本島人，包括王育德和邱炳南。:179-181

### 大學及戰後回臺
昭和十七年（1942年），王育德提早自臺北高等學校畢業。也循當時一般富家子弟的腳步，遠赴日本就讀。秋天，王育德報考東京帝國大學經濟學部落榜，:222最後於昭和十八年（1943年）進入第二志願文學部支那哲文學科就讀。:228他的求學因為第二次世界大戰而中斷。昭和十九年（1944年），隨著日軍節節敗退，王育德拜訪王育霖下，認為日本會輸掉戰爭，到時美國空軍將對日本內地展開全面襲擊，如此內地將陷入混亂。遠離故鄉的留學生即使要買黑市也沒有門路。當時其父催促回故鄉的訊息抵達，因此兩兄弟決定分開危險，一人回臺、一人留在內地。由於王育霖已在京都地檢處工作，因此是王育德回臺。:236
王育德仍然擁有詩詞、語言研究方面的才華，詩、戲劇及語言學，才是他主要興趣的所在。戰後國民黨政權初期，王育德受廖繼春邀請，任教於台南一中，推行台語話劇，並自行以台語撰寫劇本演出，他的第一個劇本是「新生之朝」。

### 流亡日本
二二八事件後，其兄王育霖無故被殺，王育德先是逃到香港去，並於1949年再由香港轉往日本，並重回東京大學繼續其未完成的學位。
他先是加入廖文毅所主導的“台灣共和國臨時政府”，但兩個人的個性完全不同，對台灣之歷史、獨立運動、以及台灣獨立本身，也各有不同的意見，看法南轅北轍，難以合作超過兩年以上。特別是他們對二二八的見解有相當的差異，王育德並不同意廖文毅將二二八事件視為是一種“革命”的看法。基本上，他對廖文毅所從事的政治活動持保留態度，雖然認同在當時那種背景下，廖文毅仍然有值得讚揚的“貢獻”，他本人卻寧可以學術界為其利器，口誅筆伐，從事各色各樣的台灣研究工作。
1961年6月，時任農復會官僚的李登輝利用到日本出差的空檔，和友人密訪王育德。王育德在6月16日的日記上寫道：「晚上回到家，李東輝（「東輝」與「登輝」日語發音同音）先生來訪…確實是一位令人有好感的人物，來到日本後，第一次遇到這麼棒的臺灣人。對將來的獨立可寄予厚望。」:126兩週後，王育德回訪李登輝的東京落腳處，在日記上記著「像他這樣的好男兒，臺灣只要有一百個，要建設理想國度絕非癡人說夢。期待能滿是元氣的再會。」:130

### 發行《台灣青年》
1960年2月，時任明治大學講師的王育德與東京大學留學生黃昭堂、廖建龍等六人，共同成立另外一個鼓吹台灣獨立的團體——“台灣青年社”（Taiwan Chinglian Associates），同時也開始創辦日文版的《台灣青年》（The Taiwan Youth）雙月刊。
創刊於同年4月10日的第1期《台灣青年》，在其發刊辭上對《台灣青年》的由來做了歷史上的溯源，說明這本刊物是繼承林呈祿、謝春木、劉明朝、黃呈聰等諸位先輩於1920年所創刊的同名雜誌，同時也延續其追求台灣人自由和幸福的精神。不久，許世楷、張國興等台灣留日學生也相繼加入這份刊物的編輯工作。
當時的《台灣青年》並不贊成廖文毅等人急於成立“臨時政府”的做法，他們希望先激發海外台灣人或留學生的台灣意識，爭取台灣人的支持。這份原本以日文發行的刊物，其所使用的文字曾經數度更換過，先是在1966年10月改為完全以中文發行，然後在1970年2月又改為隔月輪流發行日文版和中文版，最後又於1973年4月再度改回日文版。
由於《台灣青年》及相關台獨運動事務的耽誤，王育德一直到1969年才以台語的研究取得東京大學的文學博士學位，歷任明治大學的講師、副教授、以及教授。

### 客死他鄉
1975年王育德任「臺灣人原日本兵補償問題思考會」事務局長，1982年任臺灣人公共事務會（FAPA）委員。
王育德於1985年因心肌梗塞去世，終其一生没有重回台灣。

## 紀念

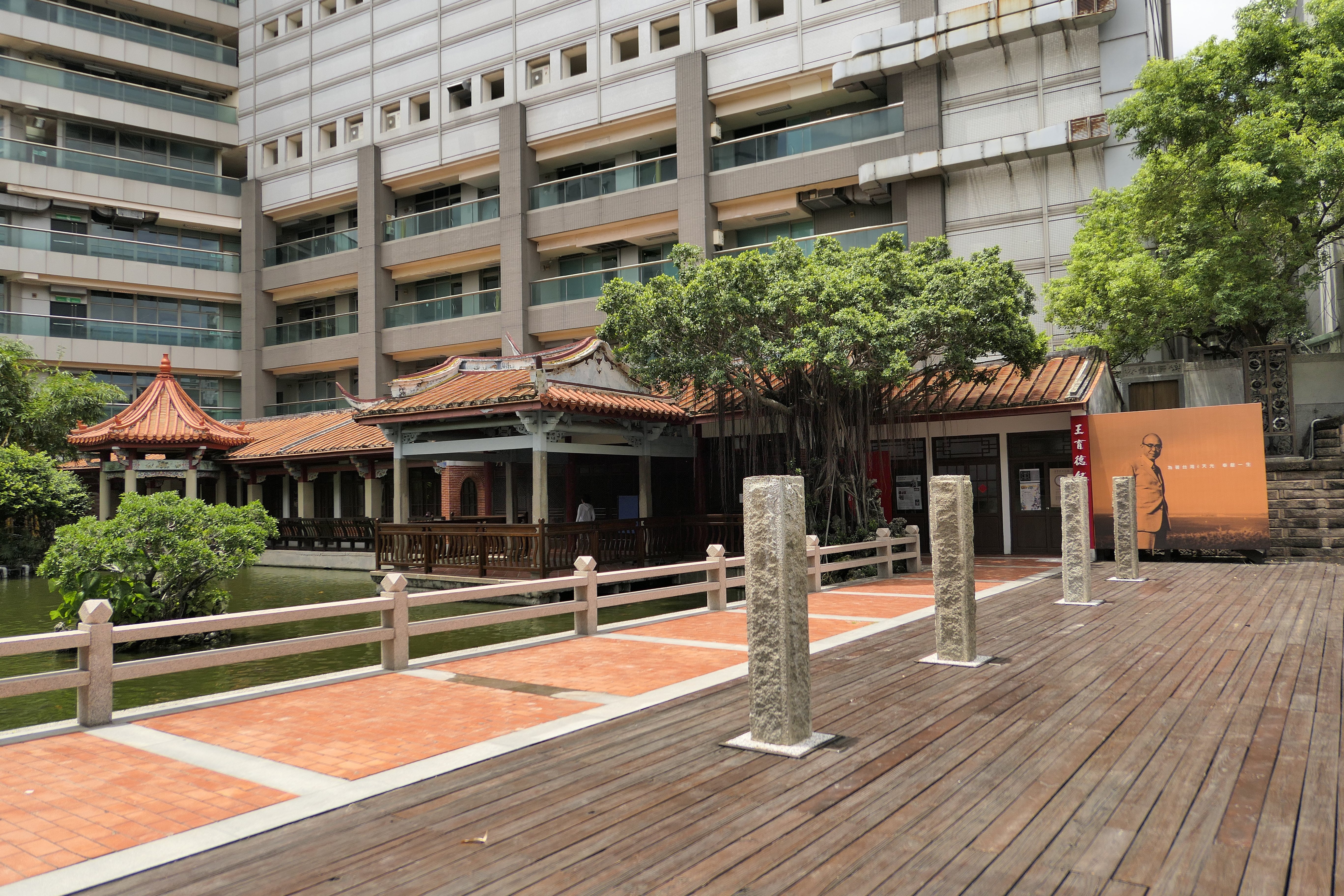
王育德紀念館（吳園水榭內）

2018年9月9日，臺南市政府在他位於臺南中西區民權路上的老家掛上「王育霖、王育德兄弟故居」紀念牌，此外設於吳園的王育德紀念館也正式開幕。王育德妻子王雪梅、女兒王明理、外孫女近藤綾等家屬也從日本返臺參與掛牌及開幕儀式。紀念館中有展示王育德的相關文物，並重現其書房。

## 相關著作
王育德著作较多，大致上涵蓋的領域包括台灣的語言、歷史、和文學。不過，他最為人所熟知的一本著作卻是（東京：弘文堂 1964年）這本書，為關於台灣歷史的通俗性著作。這本書的中譯版一直到1979年才出現，即《台灣：苦悶的歷史》（東京：台灣青年社 1979年），此書在台灣曾被中國國民黨政府查禁。
台灣的前衛出版社從1999年開始，以三年的時間翻譯、編輯完成達十五冊之多的《王育德全集》。被收入的重要著作除了《台灣：苦悶的歷史》（1999）一書以外，還包括《台灣海峽》（1999）、《台灣話研究卷》（2002）、《我生命中的心靈紀事》（2002）、《台灣獨立的歷史波動》（2002）、以及《王育德自傳：出世至二二八後脫出台灣》（2002）等書。
王育德於1969年以臺語系統的研究獲得東京大學文學博士。

## 主要著作目錄
(單篇論文不收入)

### 日文
- 王育德，1964，台灣：苦悶するその歴史。東京：弘文堂。
- 王育德，1970，台灣：苦悶するその歴史，補充修訂版。東京：弘文堂。
- 王育德，1987，台灣語音の歴史研究。東京：第一書房。
- 王育德，1987，台湾語入門，日中出版。ISBN 4817510943
- 王育德，1993，台湾語初級，日中出版。ISBN 4817512121
- 王育德、近藤明理，2011，「昭和」を生きた台湾青年　日本に亡命した台湾独立運動者の回想1924－1949。東京：草思社。

### 華文
- 王育德，1979，台灣：苦悶的歷史，中文修訂版，黃國彥譯。東京：台灣青年社。
- 王育德，1993，台灣：苦悶的歷史。台北：自立晚報。
- 王育德，1999a，台灣：苦悶的歷史，黃國彥譯。台北：草根。
- 王育德，1999b，台灣海峽，曾麗蓉、吳品慧、陳玫孜、宋宜靜譯。台北：草根。
- 王育德，2000a，台語入門，黃國彥譯。台北：前衛。
- 王育德，2000b，台語初級，黃國彥譯。台北：前衛。
- 王育德，2002a，台灣語常用語彙，陳恆嘉譯。台北：前衛。
- 王育德，2002b，閩音系研究，何欣泰譯。台北：前衛。
- 王育德，2002c，台灣話研究卷，李淑鳳、黃舜宜譯；黃國彥監譯。台北：前衛。
- 王育德，2002d，福建語研究卷，林彥伶等譯。台北：前衛。
- 王育德，2002e，我生命中的心靈紀事，邱振瑞等譯。台北：前衛。
- 王育德，2002f，王育德創作與書評，邱振瑞等譯。台北：前衛。
- 王育德，2002g，台灣獨立的歷史波動，侯榮邦譯。台北：前衛。
- 王育德，2002h，蔣政權統治下的台灣，李明宗等譯。台北：前衛。
- 王育德，2002i，臺灣史論&人物評傳，賴青松等譯。台北：前衛。
- 王育德，2002j，王育德自傳：出世至二二八後脫出台灣，吳瑞雲譯。台北：前衛。

### 書目
(按照作者姓氏之漢語拼音順序排列)
- Geoffroy, Claude，1997，台灣獨立運動：起源及1945年以後的發展，黃發典譯。台北：前衛。
- 胡健國編，2002，二十世紀臺灣歷史與人物：第六屆中華民國史專題論文集。台北縣新店市：國史館。
- Ong, Ioktek. 1964. A Formosan's View of the Formosan Independence Movement. In Formosa Today, edited by Mark Mancall, 163-70. New York: Frederick A. Praeger.
- 三尾裕子著，陳美蓉譯，1994，東京外國語大學亞非語言文化研究所「王育德文庫」簡介。台灣史料研究：37-40。
- 許維德， 2001，發自異域的另類聲響：戰後海外台獨運動相關刊物初探。台灣史料研究 17：99-155。
- 張炎憲，1987，王育德(1924-85)：語言學家兼政治運動家，見張炎憲、李筱峰、莊永明編，台灣近代名人誌，第二冊，頁341-52。台北：自立晚報。
- 平山久雄.  (pdf). 北東アジア研究. 2002, 3.[永久]
- 邱永漢. . 中央公論社. 1994  [2019-10-04]. （原始内容存档于2020-12-02）.

## 外部連結
- 台灣歷史辭典：王育德
- 台灣新文學史-陳芳明教授主講-【王育德-〈徬徨的台灣文學〉】 （页面存档备份，存于）